# Nicola Adamo (politico 1928)
Nicola Adamo (Atripalda, 25 giugno 1928 – Avellino, 19 febbraio 1980) è stato un politico italiano. Membro del partito comunista italiano (PCI), fu parlamentare per la VII ed VIII Legislatura della Repubblica italiana.

## Biografia
È stato consigliere comunale di Atripalda dal 1952 e poi consigliere provinciale di Avellino dal 1961 al novembre del 1976, quando si dimise per candidarsi per il Parlamento della Repubblica Italiana. 
Fu eletto alla Camera dei Deputati per il Partito Comunista Italiano nelle elezioni politiche del 1976 e poi a quelle del 1979, per la circoscrizione Avellino Benevento con 43.765 preferenze. Scomparve il 19 febbraio 1980 in seguito a un incidente automobilistico, da deputato in carica; al suo posto a Montecitorio subentrò Salvatore Forte.